# David Almond
Pour les articles homonymes, voir Almond.
David Almond, né le 15 mai 1951 dans le district métropolitain de Gateshead, est un écrivain britannique, auteur de littérature d'enfance et de jeunesse.
Il a publié plusieurs livres et a reçu de nombreux prix parmi les plus prestigieux à récompenser la littérature de jeunesse, dont la médaille Carnegie et un prix international : le prix Hans Christian Andersen catégorie Écriture.

## Œuvres

### Romans
- (en) A Kind of Heaven, 1997
- Skellig, Flammarion, coll. « Castor poche », 2000 ((en) Skellig, 1998)  (ISBN 978-2081645813)
- Le Jeu de la mort, Gallimard Jeunesse, coll. « Scripto », 2003 ((en) Kit's Wilderness, 1999)  (ISBN 978-2070543564)Prix Michael L. Printz 2001
- Ange des marais noirs, Gallimard Jeunesse, coll. « Folio Junior », 2001 ((en) Heaven Eyes, 2000)  (ISBN 978-2070544141)
- Rêve de tigre, Gallimard Jeunesse, coll. « Folio Junior », 2003 ((en) Secret Heart, 2002)  (ISBN 978-2070537853)
- Le Cracheur de feu, Gallimard Jeunesse, coll. « Scripto », 2005 ((en) The Fire Eaters, 2003), trad. Diane Ménard  (ISBN 978-2070558728)
- Glaise, Gallimard Jeunesse, coll. « Scripto », 2008 ((en) Clay, 2005), trad. Julie Lopez  (ISBN 978-2070575435)
- (en) Two Plays, 2005
- Mon père est un homme-oiseau, Actes Sud, coll. « Actes Sud Junior », 2009 ((en) My Dad's a Birdman, 2007)  (ISBN 978-2742782154)
- (en) Click, 2007Écrit avec Linda Sue Park, Eoin Colfer, Roddy Doyle, Deborah Ellis, Nick Hornby, Margo Lanagan, Gregory Maguire, Ruth Ozeki et Tim Wynne-Jones (en).
- Le Sauvage, Gallimard Jeunesse, coll. « Albums junior », 2010 ((en) The Savage, 2008)  (ISBN 978-2070622795)Illustré par Dave McKean - Prix Sorcières 2011 du meilleur roman pour adolescents
- Imprégnation, Gallimard Jeunesse, coll. « Scripto », 2010 ((en) Jackdaw Summer, 2009), trad. Diane Ménard  (ISBN 978-2070627226)
- (en) The Boy Who Climbed into the Moon, 2010
- Je m'appelle Mina, Gallimard Jeunesse, coll. « Littérature », 2012 ((en) My Name is Mina, 2010), trad. Diane Ménard  (ISBN 978-2070639045)
- (en) The True Tale of the Monster Billy Dean, 2011
- Le Garçon qui nageait avec les piranhas, Gallimard Jeunesse, coll. « Littérature », 2015 ((en) The Boy Who Swam With Piranhas, 2012), trad. Diane Ménard  (ISBN 978-2070667857)Illustré par Oliver Jeffers
- (en) Mouse Bird Snake Wolf, 2013
- La Chanson d'Orphée, Gallimard Jeunesse, coll. « Littérature », 2018 ((en) A Song for Ella Grey, 2014), trad. Diane Ménard  (ISBN 9782075090063)

### Pièce de théâtre
- Petits Sauvages, Actes Sud, coll. « Heyoka Jeunesse », 2009 ((en) Wild Girl, Wild Boy, 2002)  (ISBN 978-2742780051)

## Quelques prix et distinctions
- Médaille Carnegie 1998 pour Skellig
- Finaliste Prix Michael L. Printz 2000 pour Skellig
- Prix Michael L. Printz 2001 pour Le Jeu de la mort (Kit's Wilderness)
- Prix Hans Christian Andersen catégorie Écriture 2010, pour l'ensemble de son œuvre
- Prix Sorcières 2011, catégorie Roman adolescent, pour Le Sauvage, illustré par Dave McKean
- Prix des libraires du Québec section Jeunesse 2017[1] pour Le Garçon qui nageait avec les piranhas, illustré par Oliver Jeffers
- Finaliste Médaille Carnegie 2012[2] pour Je m'appelle Mina
- Sélection pour le Prix commémoratif Astrid-Lindgren en 2019, 2020 et 2021[3].